# Sénégal aux Jeux paralympiques d'été de 2024
Le Sénégal participe aux Jeux paralympiques d'été de 2024 à Paris. Elle est représentée par quatre athlètes, qui prennent part aux compétitions d'athlétisme, de canoë-kayak, de taekwondo et de tir à l'arc.

## Résultats

### Athlétisme
Hommes
| Athlètes         | Épreuve               | Finale      | Finale |
| Athlètes         | Épreuve               | Performance | Rang   |
| ---------------- | --------------------- | ----------- | ------ |
| Youssoupha Diouf | Lancer du javelot F57 | 47,39 m     | 5e     |

### Canoë-kayak
| Athlètes     | Compétition | Séries  | Séries | Demi-finales | Demi-finales | Finales | Finales |
| Athlètes     | Compétition | Temps   | Rang   | Temps        | Rang         | Temps   | Rang    |
| ------------ | ----------- | ------- | ------ | ------------ | ------------ | ------- | ------- |
| Edmond Sanka | KL3         | 42 s 77 | 3e     | 41 s 94      | 3e           | 40 s 8  | 5e      |

### Taekwondo
| Athlète       | Catégorie | Huitième de finale  | Quart de finale     | Repêchage 1         | Repêchage 2         | Demi-finale         | Match pour la médaille de bronze | Finale              | Rang |
| Athlète       | Catégorie | Adversaire Résultat | Adversaire Résultat | Adversaire Résultat | Adversaire Résultat | Adversaire Résultat | Adversaire Résultat              | Adversaire Résultat | Rang |
| ------------- | --------- | ------------------- | ------------------- | ------------------- | ------------------- | ------------------- | -------------------------------- | ------------------- | ---- |
|               |           |                     |                     |                     |                     |                     |                                  |                     |      |
| Idrissa Keita | K44 +80Kg | Sarac Victoire 6-4  | Bush Défaite 0-16   | Liu Victoire 13-11  | Exempté             | Exempté             | Medell Défaite 1-13              | Exempté             | 4e   |

### Tir à l'arc
| Athlète     | Compétition           | Tour préliminaire | Tour préliminaire | Seizièmes de finale   | Huitièmes de finale | Quarts de finale | Demi-finales     | Finale Match pour la 3e place | Rang    |
| Athlète     | Compétition           | Score             | Rang              | Adversaire Score      | Adversaire Score    | Adversaire Score | Adversaire Score | Adversaire Score              | Rang    |
| ----------- | --------------------- | ----------------- | ----------------- | --------------------- | ------------------- | ---------------- | ---------------- | ----------------------------- | ------- |
| Aliou Dramé | Libre - Arc à poulies | 672               | 28e               | Kumar Défaite 131-136 | Éliminé             | Éliminé          | Éliminé          | Éliminé                       | Éliminé |